# The Sweet Escape
The Sweet Escape là album phòng thu thứ hai của nghệ sĩ thu âm người Mỹ Gwen Stefani, phát hành tại Mỹ ngày 5 tháng 12 năm 2006 bởi hãng Interscope Records. Ban đầu, Stefani có dự định trở lại với No Doubt sau khi phát hành album hát đơn đầu tay Love. Angel. Music. Baby. năm 2004, nhưng sau đó cô đã quyết định thu âm album tiếp theo. Các nhà phê bình âm nhạc cho album những đánh giá khác nhau, cho rằng nó có rất nhiều điểm giống với L.A.M.P..
Đĩa đơn mở đầu cho album, "Wind It Up" đã đạt thành công vừa phải trên các bảng xếp hạng. "The Sweet Escape" là đĩa đơn tiếp theo được phát hành và đạt được thành công về thương mại trên toàn thế giới. The Sweet Escape đã lọt vào top 5 ở các bảng xếp hạng tại Mỹ, Canada và Úc, lọt top 40 ở Vương quốc Anh. Cùng với việc quảng bá album, chuyến lưu diễn The Sweet Escape Tour đã được diễn ra từ tháng 4 năm 2007, đi qua các nước châu Mỹ, châu Á, châu Âu và Úc.
| Đánh giá chuyên môn  | Đánh giá chuyên môn |
| Nguồn đánh giá       | Nguồn đánh giá      |
| Nguồn                | Đánh giá            |
| -------------------- | ------------------- |
| Allmusic             | [ 2 ]               |
| Entertainment Weekly | (B+)                |
| The Guardian         | [ 4 ]               |
| The New York Times   | (unfavorable)       |
| NME                  | (4/10)              |
| The Observer         | [ 7 ]               |
| Pitchfork Media      | (6.5/10)            |
| PopMatters           | (4/10)              |
| Rolling Stone        | [ 10 ]              |
| Slant Magazine       | [ 11 ]              |

## Danh sách track
| #   | Tên bài hát                           | Người viết                                                             | Nhà sản xuất  | Thời lượng |
| --- | ------------------------------------- | ---------------------------------------------------------------------- | ------------- | ---------- |
| 1.  | "Wind It Up"                          | Gwen Stefani, Pharrell Williams, Richard Rodgers, Oscar Hammerstein II | The Neptunes  | 3:09       |
| 2.  | "The Sweet Escape" (hợp tác với Akon) | Stefani, Aliaune Thiam, Giorgio Tuinfort                               | Akon          | 4:06       |
| 3.  | "Orange County Girl"                  | Stefani, Williams                                                      | The Neptunes  | 3:23       |
| 4.  | "Early Winter"                        | Stefani, Tim Rice-Oxley                                                | Nellee Hooper | 4:44       |
| 5.  | "Now That You Got It"                 | Stefani, Sean Garrett, Kaseem Dean                                     | Swizz Beatz   | 2:59       |
| 6.  | "4 in the Morning"                    | Stefani, Tony Kanal                                                    | Kanal         | 4:51       |
| 7.  | "Yummy" (hợp tác với Pharrell)        | Stefani, Williams                                                      | The Neptunes  | 4:57       |
| 8.  | "Fluorescent"                         | Stefani, Kanal                                                         | Kanal         | 4:18       |
| 9.  | "Breakin' Up"                         | Stefani, Williams                                                      | The Neptunes  | 3:46       |
| 10. | "Don't Get It Twisted"                | Stefani, Kanal                                                         | Kanal         | 3:37       |
| 11. | "U Started It"                        | Stefani, Williams                                                      | The Neptunes  | 3:08       |
| 12. | "Wonderful Life"                      | Stefani, Linda Perry                                                   | Hooper        | 3:58       |

Bonus track trên iTunes
1. "Wind It Up" (Original Neptunes Mix) – 3:08
2. "Wind It Up" (Harajuku Lovers Live Version) – 3:24

Bonus track bản quốc tế
1. "Wind It Up" (Harajuku Lovers Live Version) – 3:25
2. "Orange County Girl" (Harajuku Lovers Live Version – Video)
3. "Wind It Up" (Harajuku Lovers Live Version – Video) [Japan only]

## Xếp hạng
| Bảng xếp hạng (2006/2007)        | Vị trí cao nhất |
| -------------------------------- | --------------- |
| Australian Albums Chart          | 2               |
| Austrian Albums Chart            | 18              |
| Belgian Albums Chart (Flanders)  | 40              |
| Belgian Albums Chart (Wallonia)  | 42              |
| Canadian Albums Chart            | 3               |
| Danish Albums Chart              | 23              |
| Dutch Albums Chart               | 35              |
| European Top 100 Albums          | 23              |
| Finnish Albums Chart             | 15              |
| French Albums Chart              | 33              |
| German Albums Chart              | 17              |
| Greek International Albums Chart | 8               |
| Hungarian Albums Chart           | 20              |
| Irish Albums Chart               | 16              |
| Italian Albums Chart             | 78              |
| Japanese Albums Chart            | 7               |
| Mexican Albums Chart             | 39              |
| New Zealand Albums Chart         | 4               |
| Norwegian Albums Chart           | 5               |
| Polish Albums Chart              | 29              |
| Swedish Albums Chart             | 19              |
| Swiss Albums Chart               | 8               |
| UK Albums Chart                  | 14              |
| US Billboard 200                 | 3               |

| Quốc gia       | Chứng nhận  |
| -------------- | ----------- |
| Úc             | 2× Bạch kim |
| Canada         | 2× Bạch kim |
| Đan Mạch       | Vàng        |
| Đức            | Vàng        |
| Hungary        | Gold        |
| Nhật Bản       | Vàng        |
| New Zealand    | Bạch kim    |
| Na Uy          | Vàng        |
| Ba Lan         | Vàng        |
| Nga            | 2× Bạch kim |
| Thụy Sĩ        | Bạch kim    |
| Vương quốc Anh | Vàng        |
| Hoa Kỳ         | Bạch kim    |

| Bảng xếp hạng (2007)            | Vị trí |
| ------------------------------- | ------ |
| Australian Albums Chart         | 21     |
| Austrian Albums Chart           | 58     |
| Belgian Albums Chart (Wallonia) | 90     |
| European Top 100 Albums         | 42     |
| French Albums Chart             | 118    |
| German Albums Chart             | 71     |
| Hungarian Albums Chart          | 87     |
| Swiss Albums Chart              | 47     |
| UK Albums Chart                 | 68     |
| US Billboard 200                | 15     |
| Worldwide                       | 37     |

## Thời gian phát hành
| Quốc gia       | Ngày                | Định dạng          |
| -------------- | ------------------- | ------------------ |
| Đức            | 1 tháng 12 năm 2006 | Universal Music    |
| Úc             | 2 tháng 12 năm 2006 | Universal Music    |
| Vương quốc Anh | 4 tháng 12 năm 2006 | Polydor Records    |
| Hoa Kỳ         | 5 tháng 12 năm 2006 | Interscope Records |
| Ý              | 7 tháng 12 năm 2006 | Universal Music    |
| Nhật Bản       | 31 tháng 1 năm 2007 | Universal Music    |